# Zápas na Letních olympijských hrách 1972 – muži, řecko-římský do 57 kg
Zápas řecko-římský ve váhové kategorii do 57 kg na Letních olympijských hrách 1972 v Mnichově probíhal od 27. do 31. srpna. O medaile se utkalo 30 zápasníků.

## Turnajové výsledky
Byl použit systém eliminace zápornými body. Zápasník, který nasbíral 6 negativních bodů, byl vyřazen z dalších bojů. Když zůstali v turnaji poslední tři, rozhodlo o jejich konečném pořadí speciální finálové kolo. 
Legenda
- DNA — Nenastoupil
- TPP — Celkem trestných bodů
- MPP — Trestných bodů v zápase

Penalizace
- 0 — Lopatkové vítězství, vítězství pro pasivitu, zranění, nebo diskvalifikaci protivníka
- 0.5 — Vítězství pro technickou převahu
- 1 — Vítězství na body
- 2 — Remíza
- 2.5 — Remíza, pasivita
- 3 — Prohra na body
- 3.5 — Prohra pro technickou převahu soupeře
- 4 — Lopatková prohra, prohra z důvodu pasivity, zranění, nebo diskvalifikace

### Kolo 1
| TPP | MPP |                             | Čas  |                                  | MPP | TPP |
| --- | --- | --------------------------- | ---- | -------------------------------- | --- | --- |
| 1   | 1   | Luís Grilo (POR)            |      | Eduardo Maggiolo (ARG)           | 3   | 3   |
| 4   | 4   | Juan Velarde (PER)          | 1:51 | Hans-Jürgen Veil (FRG)           | 0   | 0   |
| 0   | 0   | Per Lindholm (SWE)          | 6:44 | Alfredo López (MEX)              | 4   | 4   |
| 0   | 0   | Ion Baciu (ROU)             | 2:06 | Rogelio Famatid (PHI)            | 4   | 4   |
| 0   | 0   | Ikuei Jamamoto (JPN)        | 2:59 | Firouz Alizadeh (IRI)            | 4   | 4   |
| 3   | 3   | Karlo Čović (YUG)           |      | Christo Trajkov (BUL)            | 1   | 1   |
| 3.5 | 3.5 | Alam Mir (AFG)              |      | Rustem Kazakov (URS)             | 0.5 | 0.5 |
| 3   | 3   | Francesco Scuderi (ITA)     |      | Józef Lipień (POL)               | 1   | 1   |
| 3   | 3   | Ernst Hack (AUT)            |      | Chimedbazaryn Damdinsharav (MGL) | 1   | 1   |
| 4   | 4   | Ibrahim Ibrahim Sayed (EGY) | 0:00 | Othon Moschidis (GRE)            | 0   | 0   |
| 4   | 4   | Jan Neckář (TCH)            | 8:46 | Wolfgang Radmacher (GDR)         | 4   | 4   |
| 2   | 2   | Ali Lachkar (MAR)           |      | Fawzi Salloum (SYR)              | 2   | 2   |
| 0   | 0   | Risto Björlin (FIN)         | 2:48 | Jørn Krogsgaard (DEN)            | 4   | 4   |
| 3   | 3   | David Hazewinkel (USA)      |      | An Chun-Young (KOR)              | 1   | 1   |
| 4   | 4   | Harald Hervig (NOR)         | 0:53 | János Varga (HUN)                | 0   | 0   |

### Kolo 2
| TPP | MPP |                             | Čas  |                                  | MPP | TPP |
| --- | --- | --------------------------- | ---- | -------------------------------- | --- | --- |
| 1   | 0   | Luís Grilo (POR)            | 7:17 | Juan Velarde (PER)               | 4   | 8   |
| 7   | 4   | Eduardo Maggiolo (ARG)      | 4:38 | Hans-Jürgen Veil (FRG)           | 0   | 0   |
| 3   | 3   | Per Lindholm (SWE)          |      | Ion Baciu (ROU)                  | 1   | 1   |
| 8   | 4   | Rogelio Famatid (PHI)       | 1:43 | Ikuei Jamamoto (JPN)             | 0   | 0   |
| 3   | 0   | Karlo Čović (YUG)           | 8:09 | Alam Mir (AFG)                   | 4   | 7.5 |
| 2   | 1   | Christo Trajkov (BUL)       |      | Rustem Kazakov (URS)             | 3   | 3.5 |
| 4   | 1   | Francesco Scuderi (ITA)     |      | Ernst Hack (AUT)                 | 3   | 6   |
| 1   | 0   | Józef Lipień (POL)          | 1:17 | Chimedbazaryn Damdinsharav (MGL) | 4   | 5   |
| 3   | 3   | Othon Moschidis (GRE)       |      | Jan Neckář (TCH)                 | 1   | 5   |
| 7   | 3   | Wolfgang Radmacher (GDR)    |      | Ali Lachkar (MAR)                | 1   | 3   |
| 1   | 1   | Risto Björlin (FIN)         |      | David Hazewinkel (USA)           | 3   | 6   |
| 8   | 4   | Jørn Krogsgaard (DEN)       | 2:23 | Harald Hervig (NOR)              | 0   | 4   |
| 5   | 4   | An Chun-Young (KOR)         | 0:00 | János Varga (HUN)                | 0   | 0   |
| 4   |     | Alfredo López (MEX)         |      | DNA                              |     |     |
| 4   |     | Firouz Alizadeh (IRI)       |      | DNA                              |     |     |
| 4   |     | Ibrahim Ibrahim Sayed (EGY) |      | DNA                              |     |     |
| 2   |     | Fawzi Salloum (SYR)         |      | DNA                              |     |     |

### Kolo 3
| TPP | MPP |                                  | Čas  |                         | MPP | TPP |
| --- | --- | -------------------------------- | ---- | ----------------------- | --- | --- |
| 5   | 4   | Luís Grilo (POR)                 | 2:31 | Hans-Jürgen Veil (FRG)  | 0   | 0   |
| 5.5 | 2.5 | Per Lindholm (SWE)               |      | Ikuei Jamamoto (JPN)    | 2.5 | 2.5 |
| 2   | 1   | Ion Baciu (ROU)                  |      | Karlo Čović (YUG)       | 3   | 6   |
| 3   | 1   | Christo Trajkov (BUL)            |      | Francesco Scuderi (ITA) | 3   | 7   |
| 3.5 | 0   | Rustem Kazakov (URS)             | 8:39 | Józef Lipień (POL)      | 4   | 5   |
| 7.5 | 2.5 | Chimedbazaryn Damdinsharav (MGL) |      | Othon Moschidis (GRE)   | 2.5 | 5.5 |
| 5.5 | 0.5 | Jan Neckář (TCH)                 |      | Ali Lachkar (MAR)       | 3.5 | 6.5 |
| 2   | 1   | Risto Björlin (FIN)              |      | An Chun-Young (KOR)     | 3   | 8   |
| 0   |     | János Varga (HUN)                |      | Bye                     |     |     |
| 4   |     | Harald Hervig (NOR)              |      | DNA                     |     |     |

### Kolo 4
| TPP | MPP |                        | Čas  |                       | MPP | TPP |
| --- | --- | ---------------------- | ---- | --------------------- | --- | --- |
| 0.5 | 0.5 | János Varga (HUN)      |      | Luís Grilo (POR)      | 3.5 | 8.5 |
| 0   | 0   | Hans-Jürgen Veil (FRG) | 8:53 | Per Lindholm (SWE)    | 4   | 9.5 |
| 3   | 1   | Ion Baciu (ROU)        |      | Ikuei Jamamoto (JPN)  | 3   | 5.5 |
| 4   | 1   | Christo Trajkov (BUL)  |      | Józef Lipień (POL)    | 3   | 8   |
| 3.5 | 0   | Rustem Kazakov (URS)   | 4:36 | Othon Moschidis (GRE) | 4   | 9.5 |
| 9.5 | 4   | Jan Neckář (TCH)       | 1:21 | Risto Björlin (FIN)   | 0   | 2   |

### Kolo 5
| TPP | MPP |                      | Čas  |                        | MPP | TPP |
| --- | --- | -------------------- | ---- | ---------------------- | --- | --- |
| 4.5 | 4   | János Varga (HUN)    | 8:35 | Hans-Jürgen Veil (FRG) | 0   | 0   |
| 6   | 3   | Ion Baciu (ROU)      |      | Christo Trajkov (BUL)  | 1   | 5   |
| 8.5 | 3   | Ikuei Jamamoto (JPN) |      | Rustem Kazakov (URS)   | 1   | 4.5 |
| 2   |     | Risto Björlin (FIN)  |      | Bye                    |     |     |

### Kolo 6
| TPP | MPP |                        | Čas |                       | MPP | TPP |
| --- | --- | ---------------------- | --- | --------------------- | --- | --- |
| 5   | 3   | Risto Björlin (FIN)    |     | János Varga (HUN)     | 1   | 5.5 |
| 3   | 3   | Hans-Jürgen Veil (FRG) |     | Christo Trajkov (BUL) | 1   | 6   |
| 4.5 |     | Rustem Kazakov (URS)   |     | Bye                   |     |     |

### Kolo 7
| TPP | MPP |                      | Čas |                        | MPP | TPP |
| --- | --- | -------------------- | --- | ---------------------- | --- | --- |
| 5   | 0.5 | Rustem Kazakov (URS) |     | János Varga (HUN)      | 3.5 | 9   |
| 8   | 3   | Risto Björlin (FIN)  |     | Hans-Jürgen Veil (FRG) | 1   | 4   |

### Finále
Výsledky z předchozích kol se započítávají do finále (žlutě zvýrazněno).
| TPP | MPP |                      | Čas  |                        | MPP | TPP |
| --- | --- | -------------------- | ---- | ---------------------- | --- | --- |
| 0   | 0   | Rustem Kazakov (URS) | 2:58 | Hans-Jürgen Veil (FRG) | 4   | 4   |

## Finálové pořadí
1. Rustem Kazakov (URS)
2. Hans-Jürgen Veil (FRG)
3. Risto Björlin (FIN)
4. János Varga (HUN)
5. Christo Trajkov (BUL)
6. Ion Baciu (ROU)
7. Ikuei Jamamoto (JPN)